# Рафаэллино дель Гарбо
Рафаэллино дель Гарбо или Рафаэллино Каппони (итал. Raffaellino del Garbo или итал. Raffaellino Capponi; 1470[…], Барберино-Валь-д'Эльса, Тоскана или Флоренция — 1524[…], Флоренция) — итальянский живописец флорентийской школы эпохи Возрождения.

## Биография
Рафаэллино родился в 1470 году в семье Бартоломео ди Джованни ди Карло ди Кокко в тосканском селении Барберино-Валь-д'Эльса; его настоящее имя — Рафаэлло ди Бартоломео деи Карли (Raffaello di Bartolomeo dei Carli). Он рано осиротел и был воспитан родственником Паскино ди Карло, а затем семьей Каппони, давшей ему свою фамилию. Прозвание «дель Гарбо» происходит от расположения его мастерской на улице, ранее известной как Виа дель Гарбо (в настоящее время Виа делла Кондотта). Свои произведения художник часто подписывал: «Рафаэлло Флорентиец» (Raffaello de Florentia).
Согласно «Жизнеописаниям» Джорджо Вазари, Рафаэллино дель Гарбо обучался живописи у Филиппино Липпи.
Как художник периода Высокого Возрождения Рафаэллино испытал влияние Пинтуриккьо и Лоренцо ди Креди.
Наиболее известная работа «Воскресение Христа» (Академия, Флоренция) демонстрирует яркие черты флорентийской школы: ясность рисунка и «осязательные качества формы»; поздние произведения носят следы влияния Пьетро Перуджино.
Большинство флорентийских фресок, созданных Гарбо, не сохранилось. Художник сопровождал своего учителя Филиппино в Рим, где, по словам Вазари, расписал своды капеллы св. Фомы Аквинского (Капелла Карафа) в церкви Санта-Мария-сопра-Минерва композицией «Хор ангелов». Одним из его учеников был Андреа дель Сарто: эту связь подтверждает алтарный образ «Коронование Девы», написанный Рафаэллино для церкви Сан-Микеле в Сан-Сальви, для того же заказчика, который доверил в той же церкви фреску «Тайная вечеря» Андреа дель Сарто. Другим учеником был молодой Бронзино, будущий выдающийся художник-маньерист.
Рафаеллино дель Гарбо умер в бедности, вероятно, во время эпидемии чумы, опустошавшей Флоренцию между 1527 и 1528 годами в 1524 году.
Его сын Бартоломео, известный как Бонтака, также был художником и умер 25 ноября 1555 года. Ни факты его жизни, ни его живописные работы неизвестны.
Картины Гарбо имеются во многих музеях мира: во Флоренции, Мюнхене, Лувре, Неаполе, Берлин, а также в частных собраниях.

## Галерея

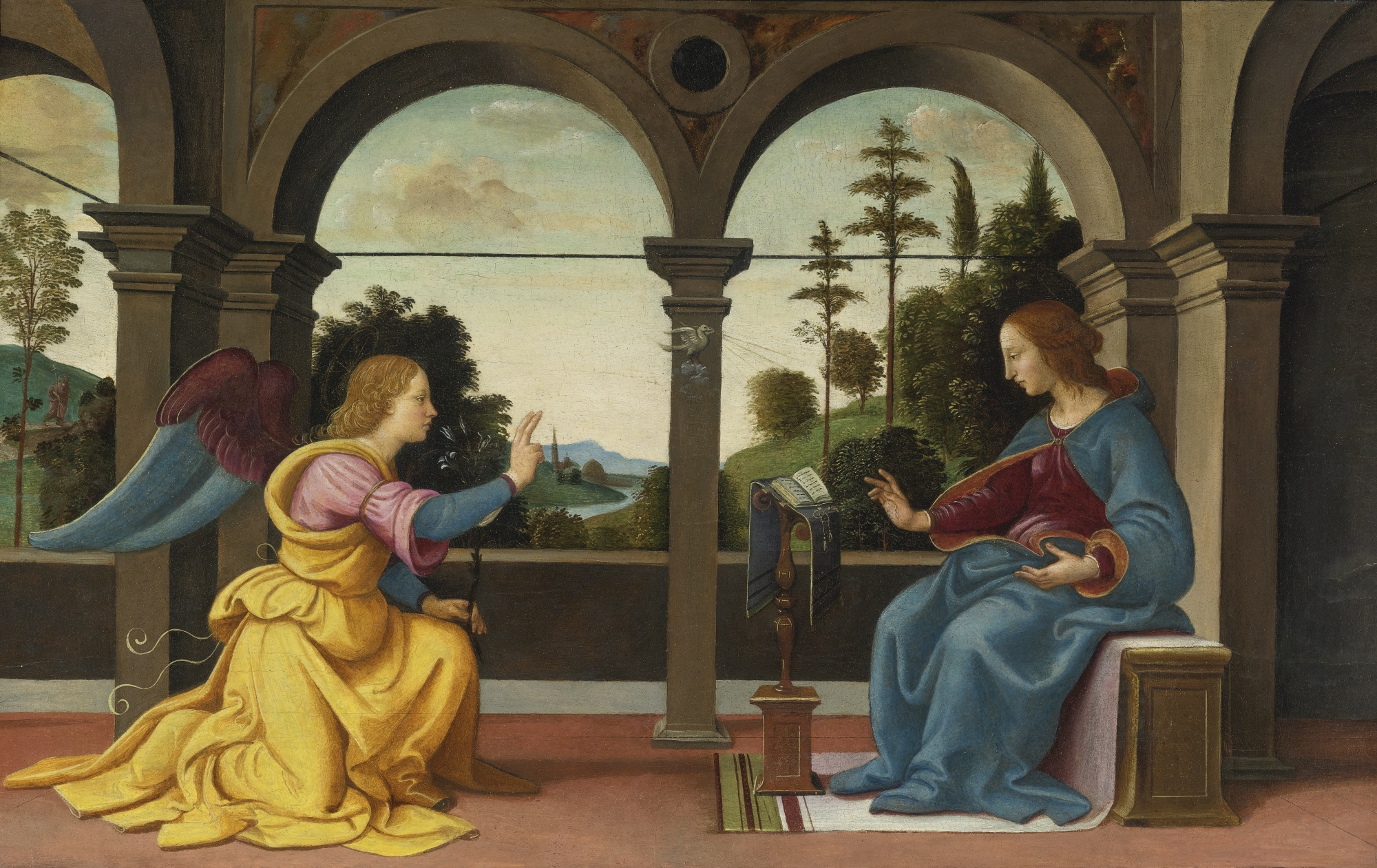
Благовещение. 1480-е. Дерево, масло. Частное собрание
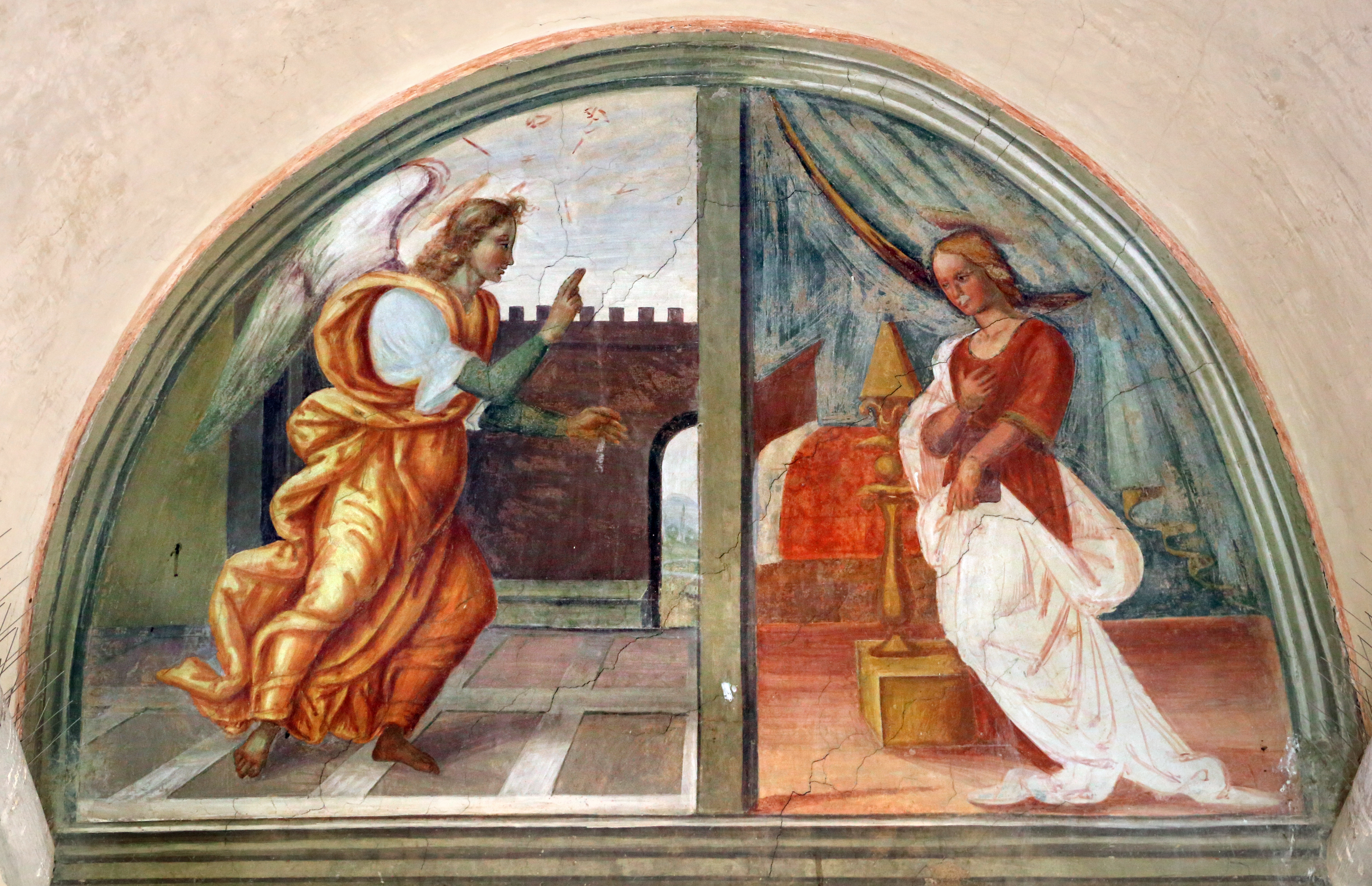
Благовещение. Фреска. Вилла Кастелло, Тоскана
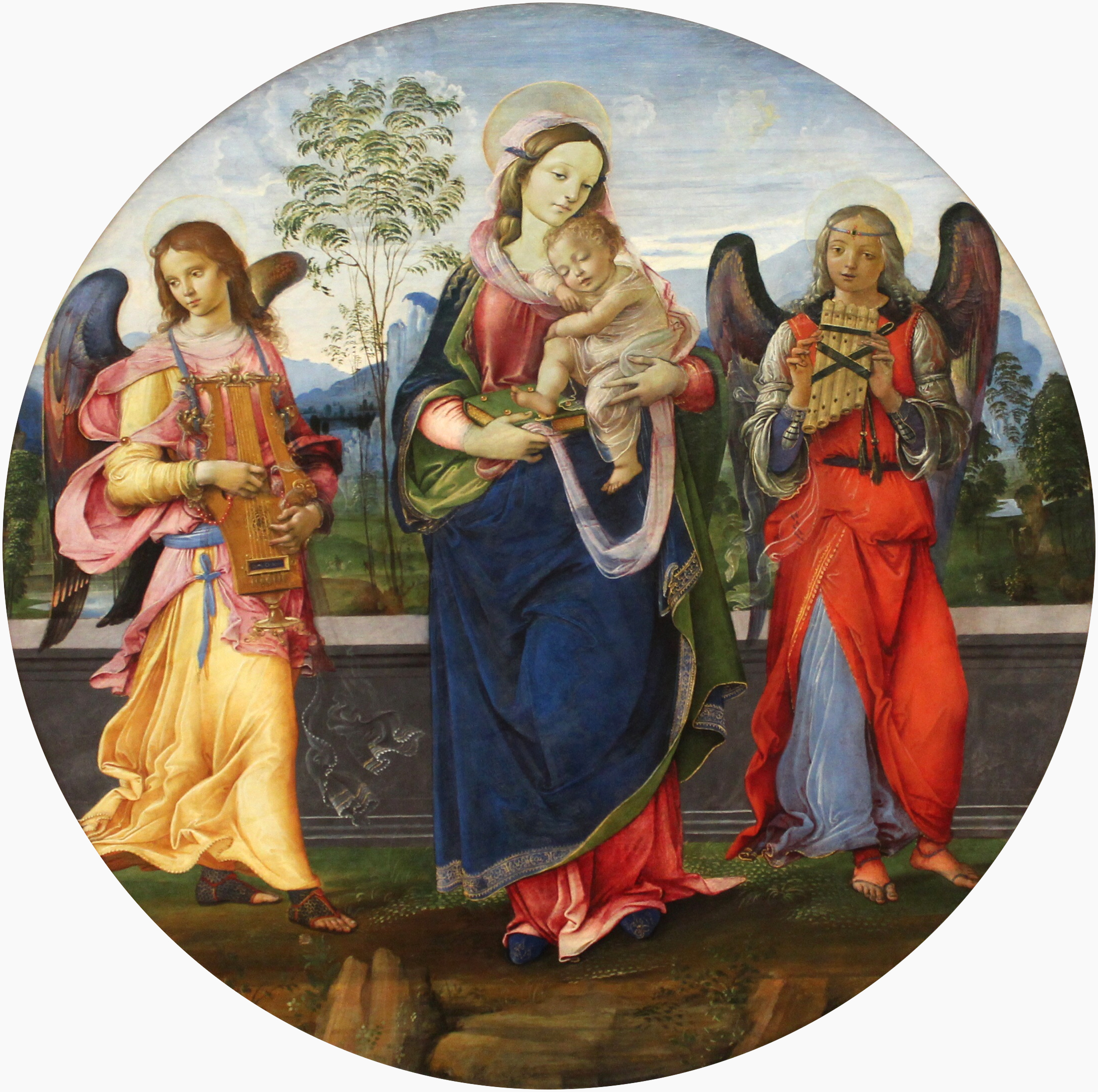
Мадонна с Младенцем и двумя ангелами, играющими на музыкальных инструментах. Между 1496 и 1498. Дерево, масло. Берлинская картинная галерея
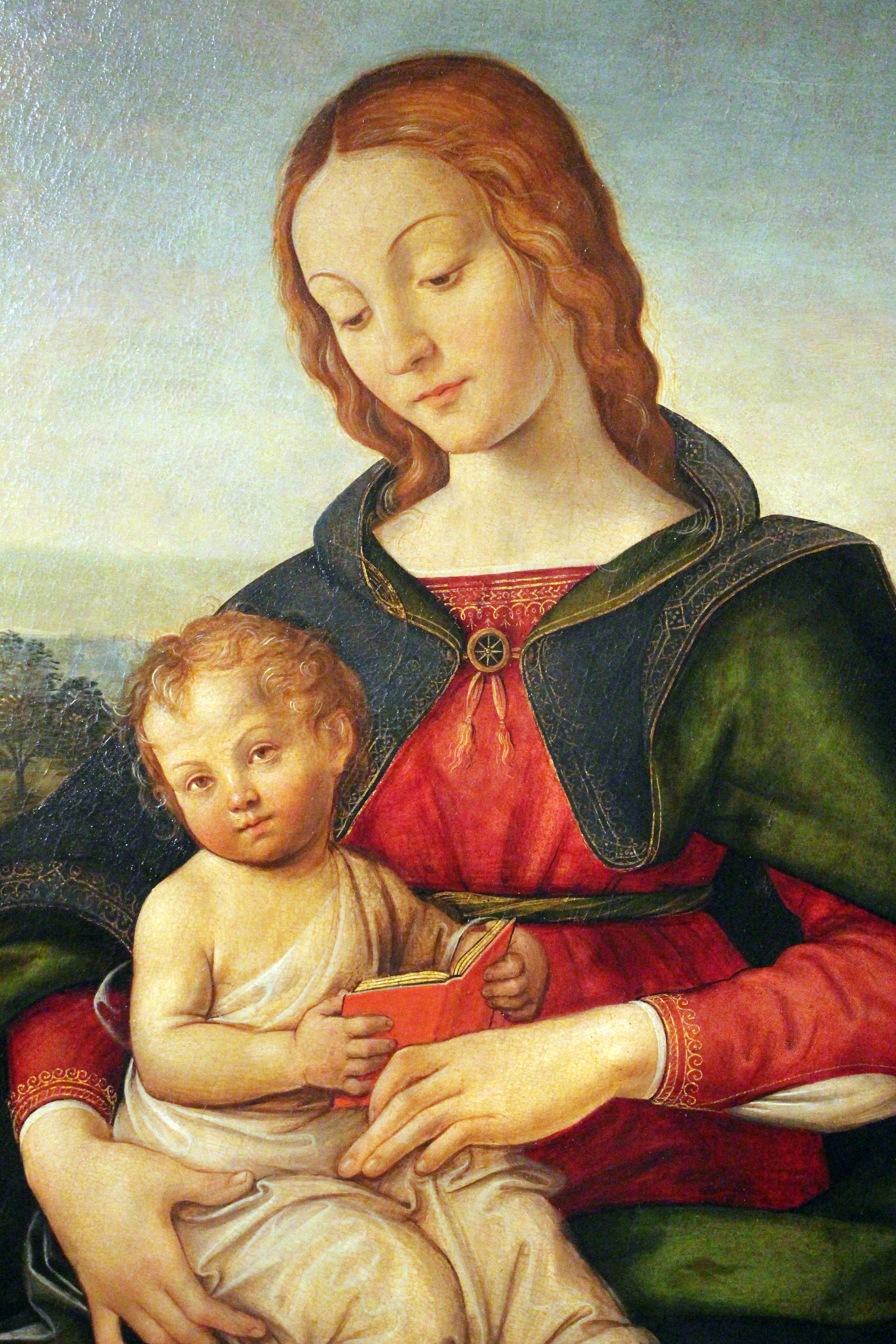
Мадонна с Младенцем. Деталь. Ок. 1510. Дерево, масло. Муниципальный музей, Прато
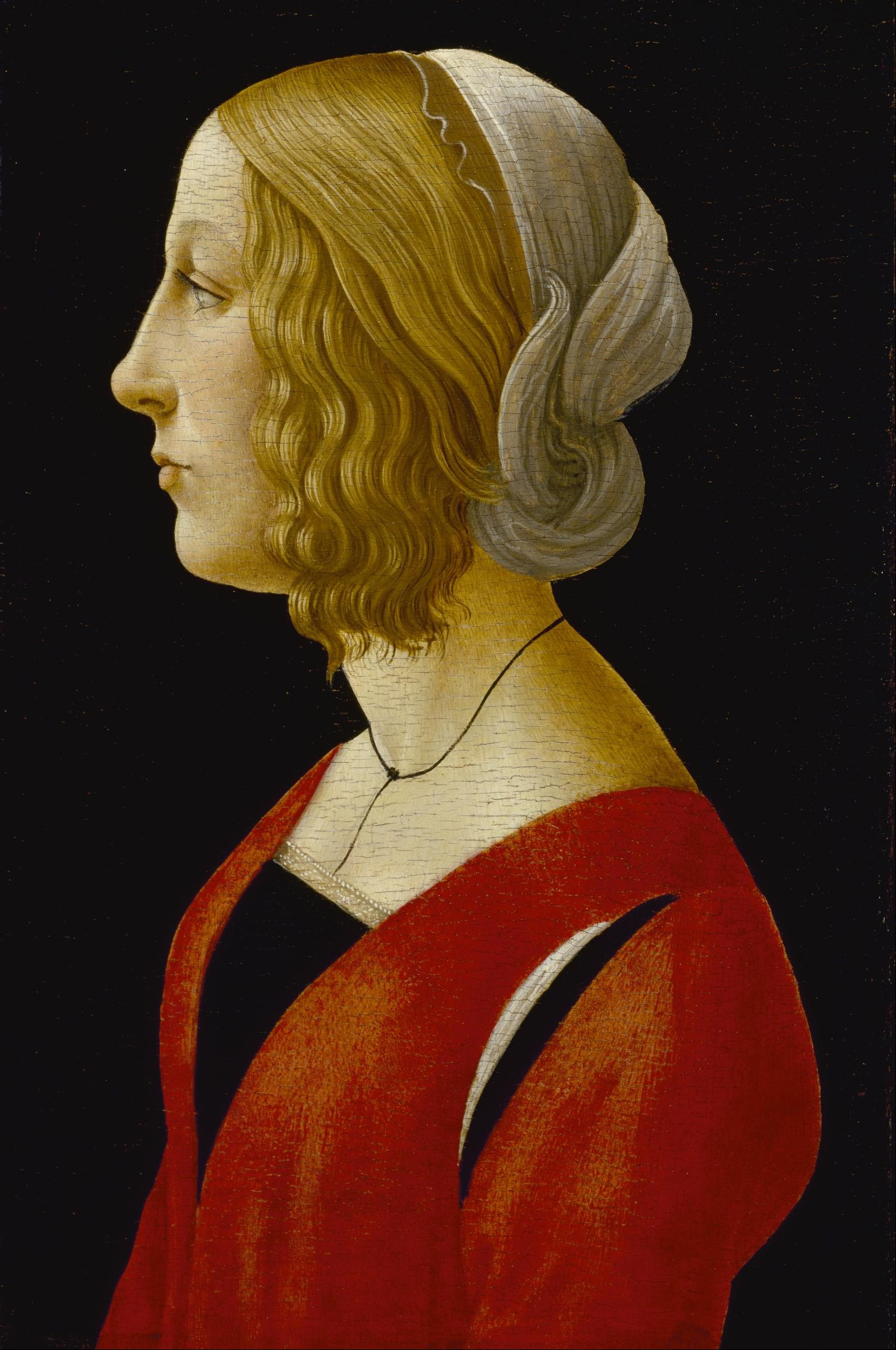
Портрет молодой женщины. Между 1485 и 1490. Дерево, темпера. Музей изящных искусств, Хьюстон, Техас, США
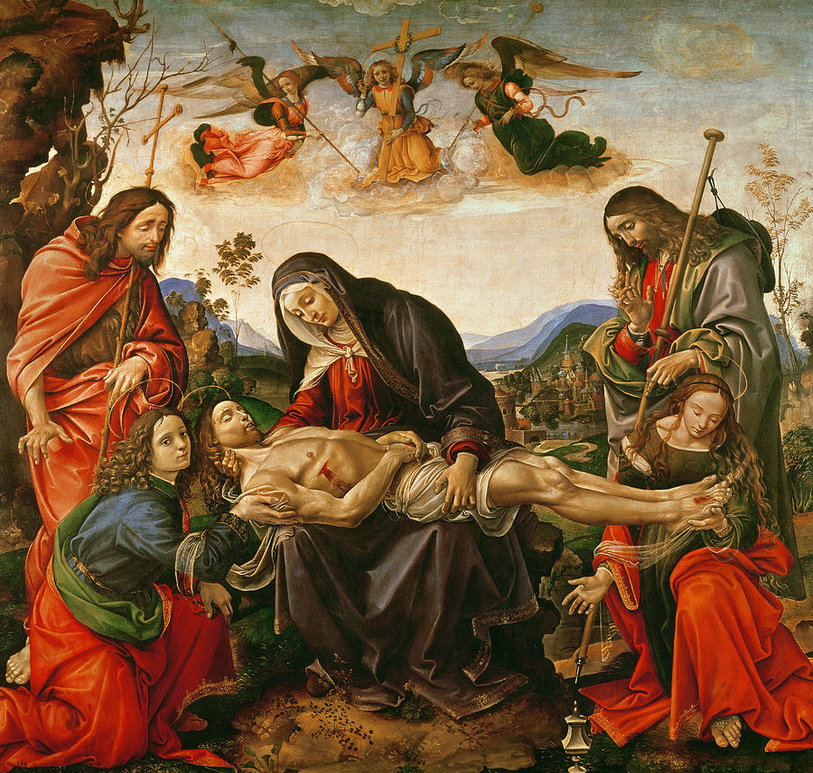
Оплакивание Христа. Дерево, масло. Старая Пинакотека, Мюнхен
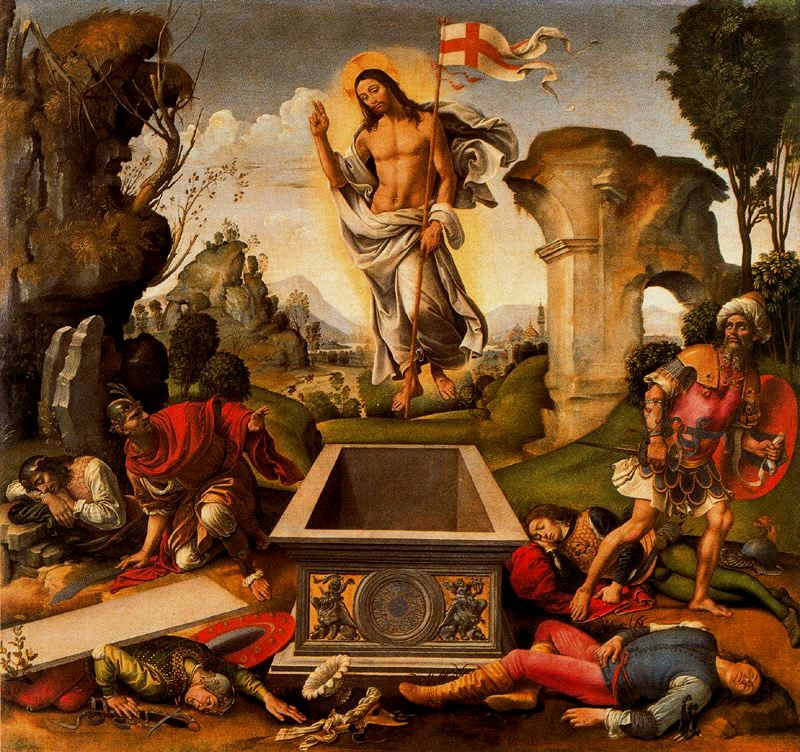
Воскресение. Между 1500 и 1505. Дерево, масло. Галерея Академии, Флоренция